# Mosquée Hazrat Khizr
 (décembre 2023).
 (février 2024).
La mosquée Hazrat Khizr est un monument historique à Samarkand, datant du milieu du XIXe siècle et associé au nom du légendaire prophète immortel Hazrat Khizr. Le bâtiment a été érigé sur le site d'une ancienne mosquée, comme l'indique l'inscription sur le mihrab, en 1855. Le monument est situé en face du complexe Chah-e-Zindeh sur une colline. En 2018, le mausolée du premier président de la République d'Ouzbékistan, Islam Karimov, a été ouvert sur le territoire de la mosquée.

## Histoire

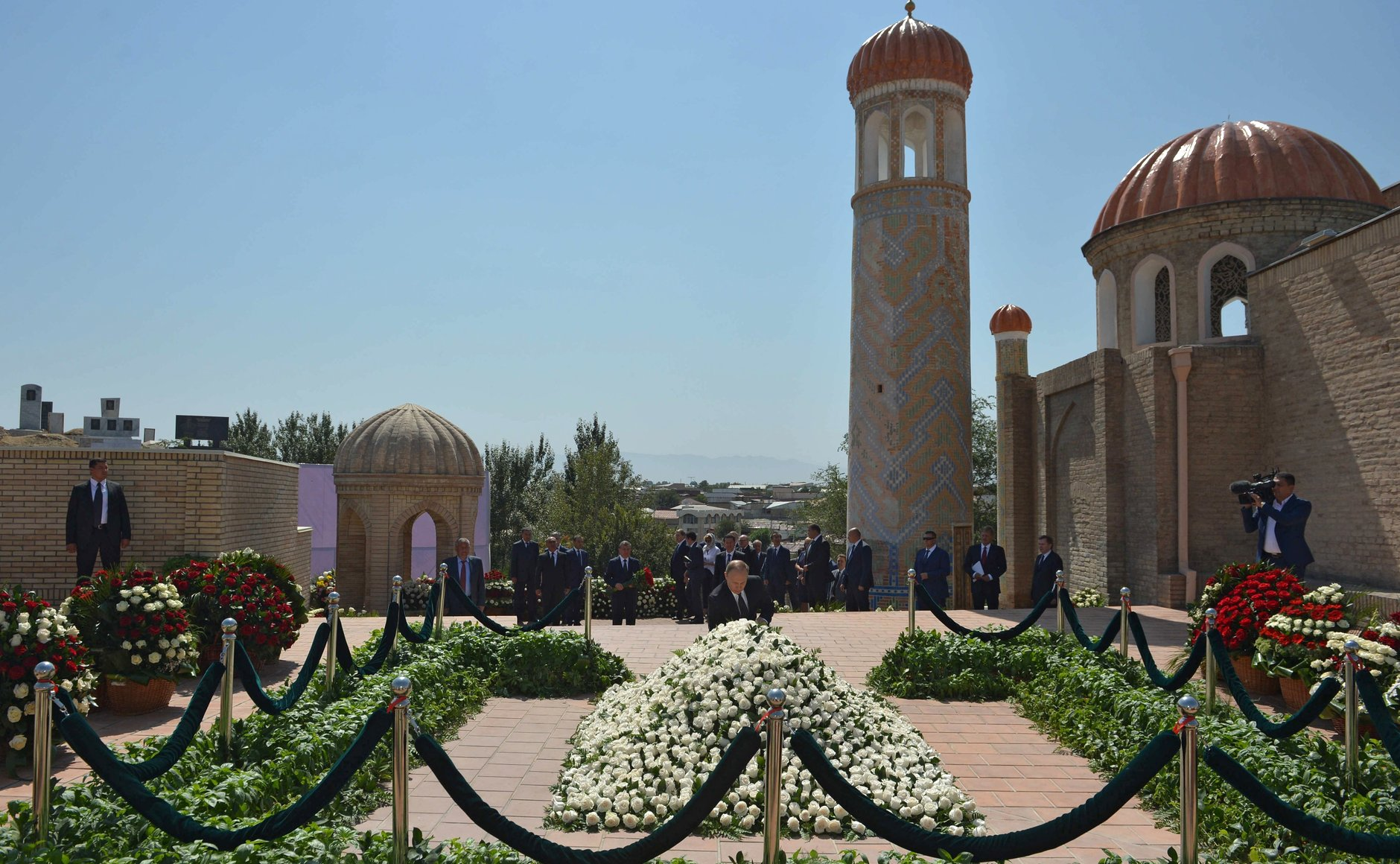
Visite de Vladimir Poutine au mausolée

La première mention de la mosquée remonte à l'époque de la conquête des Sogdiens par les Arabes (début du VIIIe siècle). Selon les légendes, en 712, après que les troupes de Qutayba ben Muslim ont capturé Samarkand, les Arabes ont tenté de submerger la forteresse de la ville en bloquant le canal de Juy-i Arziz avec un barrage. Cependant, un grand oiseau blanc est tombé du ciel et a brisé le barrage. Pour commémorer cet événement, l'un des compagnons de Qutayba, Muhammad ibn Vaso, a construit la mosquée « Hazrat Khizr » sur le site d'un temple zoroastrien vénéré par les Sogdiens, à la porte sud d'Afrassiab. Malheureusement, la mosquée a été entièrement détruite lors de l'invasion mongole de l'Asie centrale en 1220.
La mosquée actuelle a été construite en 1854 sur le site des anciennes fondations. En 1884, le bâtiment a été soumis à des travaux de décoration et de reconstruction. En 1899, la véranda de la mosquée a été reconstruite et un portail a été ajouté. La reconstruction a été achevée en 1919 par le célèbre maître de Samarkand, Abduqodir bin Boqiy, qui a installé le portail d'entrée et le minaret oriental, et a recouvert le portail d'un dôme.

## Architecture

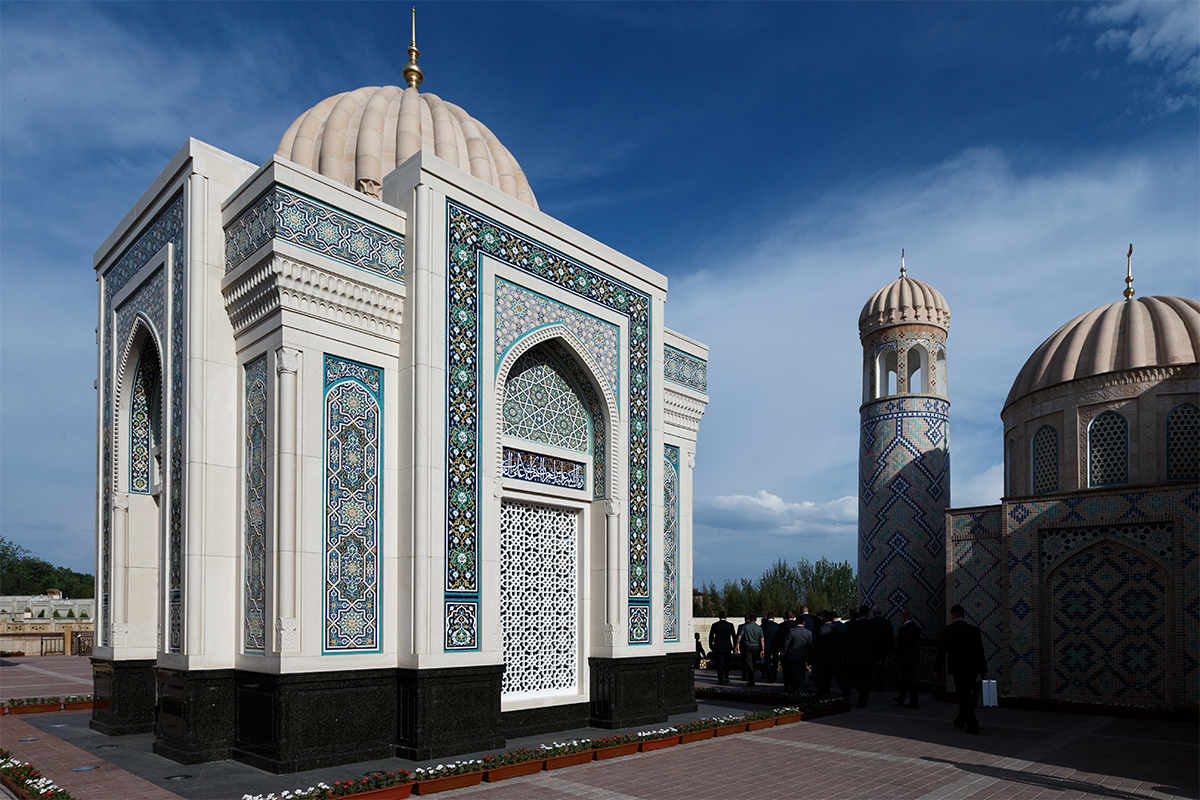
Mausolée d'Islam Karimov

La mosquée se compose d'une khanqah, de deux salles latérales, de pièces auxiliaires, d'un entrepôt et d'un minaret; ultérieurement, une véranda supplémentaire (1899) et un portail (1919) ont été ajoutés au bâtiment. L'entrée principale se fait par une porte en bois décorée de sculptures, qui mène à une petite pièce. Le portail est voûté et surmonté d'un dôme, avec deux tours d'angle couronnées de dômes nervurés ; l'arche est décorée de muqarnas. Du côté gauche de l'arche, se trouve une charmante véranda avec cinq colonnes en bois et un plafond sculpté, orné de motifs colorés et de sculptures en plâtre habilement réalisées. La véranda mène à la khanqah, qui est couverte d'un haut dôme à huit nervures et une lanterne. L'extérieur du dôme est décoré de carreaux. Le portail et le minaret sont ornés de briques sculptées, et le dôme du portail comporte des fenêtres voûtées. Le bâtiment a été restauré dans les années 1990,.

## Mausolée Islam Karimov

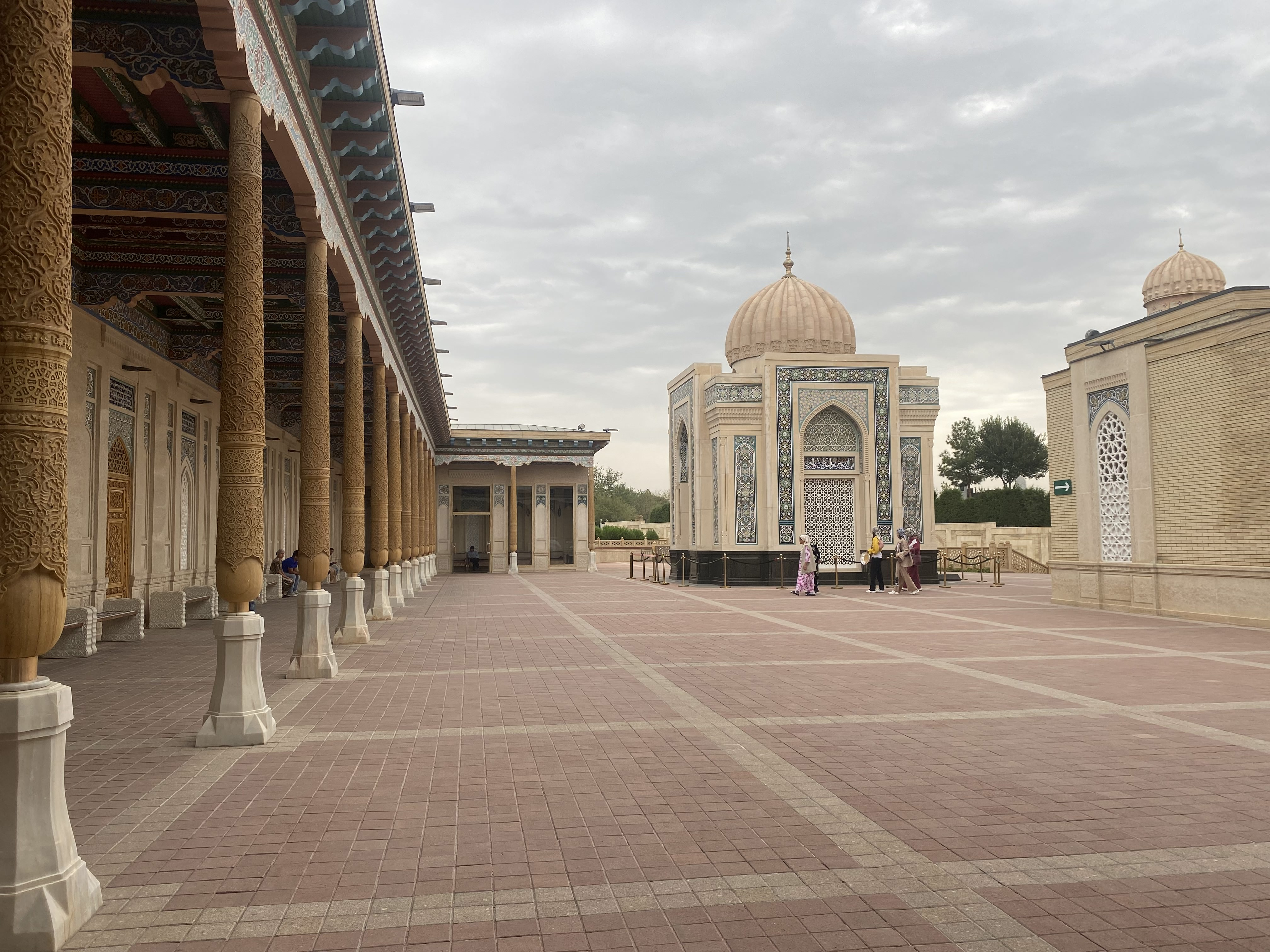
Mausolée Islam Karimov

Le 3 septembre 2016, le premier président de l'Ouzbékistan, Islam Abduganiyevich Karimov, a été enterré sur le territoire de la mosquée « Hazrat Khizr ». Peu de temps après la cérémonie d'inhumation, le Département principal de la préservation et de l'utilisation des objets du patrimoine culturel relevant du ministère de la Culture de l'Ouzbékistan a commencé à élaborer un projet pour la construction d'un mausolée au-dessus de la tombe du président. La principale difficulté dans la réalisation du projet était que la mosquée Hazrat Khizr était sous l'égide de l'UNESCO. Par conséquent, il était non seulement nécessaire de combiner deux bâtiments de différentes époques dans un seul style architectural, mais aussi de préserver l'apparence historique de cet objet du patrimoine mondial.
Environ 2000 personnes, dont des maîtres-décorateurs venus d'Inde, ont participé à la construction du mausolée. La construction était initialement prévue pour être achevée en septembre 2017, mais à la dernière minute, il a été décidé de l'ouvrir à l'occasion du 80e anniversaire de la naissance d'Islam Karimov. Le 30 janvier 2018, le mausolée a été ouvert solennellement et son premier visiteur a été le président actuel de l'Ouzbékistan, Shavkat Mirziyoyev.